# Fábio Rochemback
Fábio Rochemback (Soledade, 10 dicembre 1981) è un ex calciatore brasiliano, di ruolo centrocampista.
Possiede il passaporto italiano.

## Caratteristiche tecniche
Centrocampista versatile che giocava davanti alla difesa, da interno di centrocampo o da trequartista; abile palla al piede e grande tiratore dalla distanza.

## Carriera

### Club
Ha giocato col: Internacional, Barcellona (acquistato per 9 milioni di euro) e Sporting Lisbona, prima di giungere in Premier League, al Middlesbrough. È stato eletto calciatore dell'anno in Portogallo nel 2003.
In Inghilterra ha fatto il suo debutto nella partita tra Middlesbrough-Arsenal 2-1 ed ha segnato il suo primo gol nella vittoria per 3-0 contro il Chelsea l'11 febbraio 2006.
La sua prima rete in FA Cup è arrivata invece su calcio piazzato nella ripetizione del quarto di finale contro il Charlton, gara giocata l'11 aprile 2006 e terminata 4-2.
Nell'estate 2008 ha fatto il suo ritorno in Portogallo, per giocare ancora nello Sporting Lisbona.
Il 28 agosto 2009, Rochemback ha rescisso il contratto con lo Sporting per trasferirsi con un contratto biennale al Grêmio di Porto Alegre. Nel caso in cui fosse stato acquistato da un'altra squadra in quel periodo, lo Sporting avrebbe ricevuto il 20% della somma. Il Grêmio è il principale rivale del club in cui Rochemback è nato calcisticamente, l'Internacional, e già l'anno precedente aveva tentato di acquisire le prestazioni del calciatore quando questi ancora vestiva la maglia del Middlesbrough. Rochemback ultimamente era relegato in panchina da Paulo Bento (allenatore dello Sporting) ed era evidentemente insoddisfatto della situazione.
Ha esordito nel Grêmio il 5 settembre 2009 contro il Vitória allo Stadio Olímpico, nel corso della 23ª giornata del campionato brasiliano. La gara è terminata 1-1.
Dopo la sua esperienza al Grêmio, si è trasferito al Dalian Aerbin in Cina, concludendo poi la carriera calcistica nel 2014 all'Ypiranga-RS, nelle serie minori brasiliane.

### Nazionale
Ha ottenuto 6 presenze nel 2004 con la nazionale Under-23 brasiliana e nel 2001 con la nazionale maggiore ha anche partecipato alla Copa América 2001 ed alla Confederations Cup 2001.

## Statistiche

### Presenze e reti nei club
Statistiche aggiornate al 26 giugno 2013.
| Stagione                | Squadra                 | Campionato              | Campionato | Campionato | Coppe nazionali | Coppe nazionali | Coppe nazionali | Coppe continentali | Coppe continentali | Coppe continentali | Altre coppe | Altre coppe | Altre coppe | Totale | Totale |
| Stagione                | Squadra                 | Comp                    | Pres       | Reti       | Comp            | Pres            | Reti            | Comp               | Pres               | Reti               | Comp        | Pres        | Reti        | Pres   | Reti   |
| ----------------------- | ----------------------- | ----------------------- | ---------- | ---------- | --------------- | --------------- | --------------- | ------------------ | ------------------ | ------------------ | ----------- | ----------- | ----------- | ------ | ------ |
| 1999                    | Internacional           | A                       | 16         | 3          | CB              | 0               | 0               | CL                 | 0                  | 0                  | -           | -           | -           | 16     | 3      |
| 2000                    | Internacional           | A                       | 0          | 0          | CB              | 0               | 0               | CL                 | 0                  | 0                  | -           | -           | -           | 0      | 0      |
| Totale Internacional    | Totale Internacional    | Totale Internacional    | 16         | 3          |                 | 0               | 0               |                    | 0                  | 0                  |             | -           | -           | 16     | 3      |
| gen.-giu. 2001          | Barcellona              | PD                      | 0          | 0          | CR              | 0               | 0               | UCL                | 0                  | 0                  | -           | -           | -           | 0      | 0      |
| 2001-2002               | Barcellona              | PD                      | 24         | 2          | CR              | 1               | 0               | UCL                | 15                 | 1                  | -           | -           | -           | 40     | 3      |
| 2002-2003               | Barcellona              | PD                      | 21         | 1          | CR              | 1               | 0               | UCL                | 8                  | 0                  | -           | -           | -           | 30     | 1      |
| Totale Barcellona       | Totale Barcellona       | Totale Barcellona       | 45         | 3          |                 | 2               | 0               |                    | 23                 | 1                  |             | -           | -           | 70     | 4      |
| 2003-2004               | Sporting Lisbona        | PL                      | 21         | 9          | CP              | 0               | 0               | CU                 | 4                  | 0                  | -           | -           | -           | 25     | 9      |
| 2004-2005               | Sporting Lisbona        | PL                      | 23         | 1          | CP              | 2               | 2               | CU                 | 13                 | 2                  | -           | -           | -           | 38     | 5      |
| lug.-set. 2005          | Sporting Lisbona        | PL                      | 2          | 0          | CP              | 0               | 0               | UCL                | 1                  | 0                  | -           | -           | -           | 3      | 0      |
| set. 2005-2006          | Middlesbrough           | PL                      | 22         | 2          | FACup+CdL       | 5+3             | 1+0             | CU                 | 6                  | 0                  | -           | -           | -           | 36     | 3      |
| 2006-2007               | Middlesbrough           | PL                      | 20         | 2          | FACup+CdL       | 2+0             | 0               | -                  | -                  | -                  | -           | -           | -           | 22     | 2      |
| 2007-2008               | Middlesbrough           | PL                      | 26         | 1          | FACup+CdL       | 5+2             | 0+1             | -                  | -                  | -                  | -           | -           | -           | 33     | 2      |
| Totale Middlesbrough    | Totale Middlesbrough    | Totale Middlesbrough    | 68         | 5          |                 | 17              | 2               |                    | 6                  | 0                  |             | -           | -           | 91     | 7      |
| 2008-2009               | Sporting Lisbona        | PL                      | 19         | 1          | CP+CdL          | 4+2             | 0               | UCL                | 6                  | 0                  | SP          | 1           | 0           | 32     | 1      |
| lug.-ago. 2009          | Sporting Lisbona        | PL                      | 1          | 0          | CP+CdL          | 0+0             | 0               | UCL                | 1                  | 0                  | -           | -           | -           | 2      | 0      |
| Totale Sporting Lisbona | Totale Sporting Lisbona | Totale Sporting Lisbona | 66         | 11         |                 | 8               | 2               |                    | 25                 | 2                  |             | 1           | 0           | 100    | 15     |
| ago.-dic. 2009          | Grêmio                  | A+A1/RS                 | 13+?       | 0+?        | CB              | 0               | 0               | CS                 | 0                  | 0                  | -           | -           | -           | 13+    | 0+     |
| 2010                    | Grêmio                  | A+A1/RS                 | 25+10      | 2+1        | CB              | 5               | 2               | CL                 | 0                  | 0                  | -           | -           | -           | 40     | 5      |
| 2011                    | Grêmio                  | A+A1/RS                 | 31+13      | 1+0        | CB              | 0               | 0               | CL                 | 9                  | 0                  | -           | -           | -           | 53     | 1      |
| Totale Grêmio           | Totale Grêmio           | Totale Grêmio           | 69+23      | 3+1        |                 | 5               | 2               |                    | 9                  | 0                  |             | -           | -           | 106+   | 6+     |
| 2012                    | Dalian Aerbin           | SL                      | 27         | 4          | CC              | 1               | 0               | -                  | -                  | -                  | -           | -           | -           | 28     | 4      |
| 2013                    | Dalian Aerbin           | SL                      | 24         | 3          | CC              | 0               | 0               | -                  | -                  | -                  | -           | -           | -           | 24     | 3      |
| Totale Dalian Aerbin    | Totale Dalian Aerbin    | Totale Dalian Aerbin    | 51         | 7          |                 | 1               | 0               |                    | -                  | -                  |             | -           | -           | 52     | 7      |
| 2014                    | Ypiranga-RS             | A1/RS                   | 0          | 0          | CB              | 0               | 0               | -                  | -                  | -                  | -           | -           | -           | 0      | 0      |
| Totale carriera         | Totale carriera         | Totale carriera         | 315+23     | 32+1       |                 | 33              | 6               |                    | 63                 | 3                  |             | 1           | 0           | 435    | 42     |

### Cronologia presenze e reti in nazionale
| Cronologia completa delle presenze e delle reti in nazionale ― Brasile | Cronologia completa delle presenze e delle reti in nazionale ― Brasile | Cronologia completa delle presenze e delle reti in nazionale ― Brasile | Cronologia completa delle presenze e delle reti in nazionale ― Brasile | Cronologia completa delle presenze e delle reti in nazionale ― Brasile | Cronologia completa delle presenze e delle reti in nazionale ― Brasile | Cronologia completa delle presenze e delle reti in nazionale ― Brasile | Cronologia completa delle presenze e delle reti in nazionale ― Brasile |
| Data                                                                   | Città                                                                  | In casa                                                                | Risultato                                                              | Ospiti                                                                 | Competizione                                                           | Reti                                                                   | Note                                                                   |
| ---------------------------------------------------------------------- | ---------------------------------------------------------------------- | ---------------------------------------------------------------------- | ---------------------------------------------------------------------- | ---------------------------------------------------------------------- | ---------------------------------------------------------------------- | ---------------------------------------------------------------------- | ---------------------------------------------------------------------- |
| 31-5-2001                                                              | Kashima                                                                | Brasile                                                                | 2 – 0                                                                  | Camerun                                                                | Conf. Cup 2001 - 1º turno                                              | -                                                                      | 46’                                                                    |
| 2-6-2001                                                               | Kashima                                                                | Brasile                                                                | 0 – 0                                                                  | Canada                                                                 | Conf. Cup 2001 - 1º turno                                              | -                                                                      |                                                                        |
| 4-6-2001                                                               | Kashima                                                                | Giappone                                                               | 0 – 0                                                                  | Brasile                                                                | Conf. Cup 2001 - 1º turno                                              | -                                                                      | 88’                                                                    |
| 7-6-2001                                                               | Suwon                                                                  | Brasile                                                                | 1 – 2                                                                  | Francia                                                                | Conf. Cup 2001 - Semifinale                                            | -                                                                      |                                                                        |
| 9-6-2001                                                               | Ulsan                                                                  | Australia                                                              | 1 – 0                                                                  | Brasile                                                                | Conf. Cup 2001 - Finale 3º posto                                       | -                                                                      | 90’                                                                    |
| 12-7-2001                                                              | Cali                                                                   | Messico                                                                | 1 – 0                                                                  | Brasile                                                                | Coppa America 2001 - 1º turno                                          | -                                                                      | 30’                                                                    |
| 18-7-2001                                                              | Cali                                                                   | Brasile                                                                | 3 – 1                                                                  | Paraguay                                                               | Coppa America 2001 - 1º turno                                          | -                                                                      | 65’ 78’                                                                |
| Totale                                                                 |                                                                        | Presenze                                                               | 7                                                                      |                                                                        | Reti                                                                   | 0                                                                      |                                                                        |

## Palmarès

### Club

#### Competizioni nazionali
- Supercoppa di Portogallo: 1

Sporting Lisbona: 2008